# Idionotus incurvus
Idionotus incurvus är en insektsart som beskrevs av Rentz, D.C.F. och Birchim 1968. Idionotus incurvus ingår i släktet Idionotus och familjen vårtbitare. Inga underarter finns listade i Catalogue of Life.